# División de Honor de waterpolo 2019-20
La División de Honor de waterpolo 2019-20, conocida por motivos de patrocinio como Liga PREMAAT, es la 55.ª edición de la máxima categoría masculina de waterpolo. El torneo es organizado por la Real Federación Española de Natación. El Atlètic Barceloneta es el vigente campeón.

## Desarrollo
El 12 de marzo de 2020 se dio por suspendida la competición debido a la pandemia de enfermedad por coronavirus.
El 23 de mayo, la Real Federación Española de Natación resolvió la clasificación final de las ligas de waterpolo. Otorgó el campeonato al equipo que figuraba en primera posición en el momento de la suspensión, el Atlètic Barceloneta. También se decidió que no hubiese descensos de categoría, pero sí ascensos.

## Equipos
| N.º | Comunidad autónoma  | Equipos |
| --- | ------------------- | --- |
| 1   | Canarias            | C.N. Tenerife Echeyde |
| 8   | Cataluña            | C.N. Terrasa, C.N. Sabadell, C.N. Catalunya, C.N. Mataró Quadis, C.N. Barcelona, Atlètic Barceloneta, C.N. Sant Andreu y C.E. Mediterrani |
| 1   | Comunidad de Madrid | Real Canoe N.C |
| 1   | Navarra             | C.N. Waterpolo Navarra |

## Clasificación
| | Equipo                          | Puntos | J  | G  | E | P  | GF  | GC  | DG   |
| --- | ------------------------------- | ------ | -- | -- | - | -- | --- | --- | ---- |
| 1 | ZODIAC C.N. ATLETIC-BARCELONETA | 38     | 14 | 12 | 2 | 0  | 199 | 82  | 117  |
| 2 | C.N. BARCELONA                  | 34     | 14 | 11 | 1 | 2  | 171 | 108 | 63   |
| 3 | C.N. TERRASSA                   | 34     | 15 | 11 | 1 | 3  | 196 | 131 | 65   |
| 4 | ASTRALPOOL C.N. SABADELL        | 30     | 14 | 10 | 0 | 4  | 146 | 101 | 45   |
| 5 | QUADIS C.N. MATARO              | 26     | 15 | 8  | 2 | 5  | 142 | 126 | 16   |
| 6 | C.E. MEDITERRANI                | 23     | 15 | 7  | 2 | 6  | 162 | 145 | 17   |
| 7 | C.N. SANT ANDREU                | 19     | 16 | 6  | 1 | 9  | 165 | 160 | 5    |
| 8 | C.N. CATALUNYA                  | 12     | 15 | 4  | 0 | 11 | 117 | 199 | -82  |
| 9 | REAL CANOE, N.C.                | 12     | 14 | 4  | 0 | 10 | 117 | 149 | -32  |
| 10 | C. Waterpolo Navarra            | 8      | 14 | 2  | 2 | 10 | 90  | 180 | -90  |
| 11 | Tenerife Echeyde                | 1      | 16 | 0  | 1 | 15 | 124 | 248 | -124 |
| Fuente: Federación Española de Natación: Clasificación de la División de Honor de waterpolo; actualización automática |                                 |        |    |    |   |    |     |     |      |

## Arbitraje
Los árbitros de cada partido serán designados por una comisión creada para tal objetivo e integrada por representantes de la RFEN y el CNA. 
En la temporada 2019-20, los colegiados de la categoría son los siguientes:
- Francesc Xavier Buch
- Marta Cabanas
- Eduard Caner espinosa
- Roberto Cerezo Crespo
- Juan Carlos Colominas Ezponda
- Sergio Galindo Moreno
- David Gómez Pordomingo
- Sergio Gómez Vivancos
- Ernest Iñesta Peralta
- Oriol Jaumandreu Sellares
- Sergio Jiménez Turnes
- Álex Márquez
- Carlos Ortega Carreras
- Álex Ortega Pacheco
- Yolanda Ruiz Jiménez
- Pau Segurana Ferre
- José María Teule Barreda
- Jaume Teixido Bermúdez
- Raúl Torres Pérez
- Juan José Verdejo Domingo